# Ehrengard Schramm
Ehrengard Schramm (geborene von Thadden; * 5. Oktober 1900 in Greifenberg in Pommern; † 30. Juni 1985 in Göttingen) war eine deutsche Politikerin (SPD) und Mitglied des Niedersächsischen Landtages.

## Leben
Ehrengard Schramm entstammte dem Adelsgeschlecht Thadden und wurde als jüngstes Kind des mehrfachen Gutsbesitzers Adolf von Thadden (1858–1932) und dessen erster Ehefrau Ehrengard von Gerlach (1868–1909) geboren. Ihre Schwester Elisabeth von Thadden wurde 1944 als Widerstandskämpferin hingerichtet; ihr Bruder Reinold von Thadden wirkte als Gründungspräsident des Deutschen Evangelischen Kirchentags. Ihr Halbbruder Adolf von Thadden war ein Politiker verschiedener rechtsextremer Parteien.
Nachdem Ehrengard Schramm im Jahr 1920 das Abitur in Berlin erworben hatte, begann sie eine Lehrerausbildung und absolvierte 1924 in Hamburg das Lehrerinnenexamen. Sie studierte für kurze Zeit an einer Universität und heiratete danach im Jahr 1925 den Historiker Percy Ernst Schramm. Sie war als Autorin tätig und verfasste zwei Bücher, die sich mit der jüngeren griechischen Geschichte beschäftigen.
Sie engagierte sich in leitender Funktion für eine Hilfsorganisation des Deutschen Frauenrings für Orte in Griechenland, die von deutschen Truppen im Zweiten Weltkrieg zerstört worden waren. In den Jahren 1953 bis 1956 war sie Mitglied des Rates in Göttingen.
Vom 6. Mai 1959 bis 5. Juni 1967 war sie Mitglied des Niedersächsischen Landtages (4. und 5. Wahlperiode). Sie hatte drei Söhne, darunter den Architekten Jost Schramm (1926–2001) und den Osteuropahistoriker Gottfried Schramm (1929–2017).
Für ihr Wirken wurde ihr das Große Verdienstkreuz des Verdienstordens der Bundesrepublik Deutschland in Form eines Halskreuzes verliehen.